# Rudawka (przystanek kolejowy)
Rudawka (biał. Рудаўка; ros. Рудавка) – przystanek kolejowy w pobliżu miejscowości Jatwieź, w rejonie świsłockim, w obwodzie grodzieńskim, na Białorusi. Leży na linii Wołkowysk – Brzostowica. Nazwa przystanku pochodzi od pobliskiego potoku Rudawka.
Przystanek istniał przed II wojną światową.